# Булат, Андрей Андреевич
Андре́й Андре́евич Булат (А́ндрюс Бу́лота; лит. Andrius Bulota, 16 ноября 1872, деревня Путришки, Сувалкская губерния — 16 августа 1941, Панеряй) — литовско-русский юрист, адвокат, политический деятель, публицист.

## Биография
Из литовских крестьян, католик. Окончил Мариампольскую гимназию; родители перестали ему помогать средствами, когда он отказался продолжать образование в семинарии, чтобы стать ксендзом. В 1892—1897 годах учился на юридическом факультете Санкт-Петербургского университета. Некоторое время был председателем тайного литовского студенческого общества.

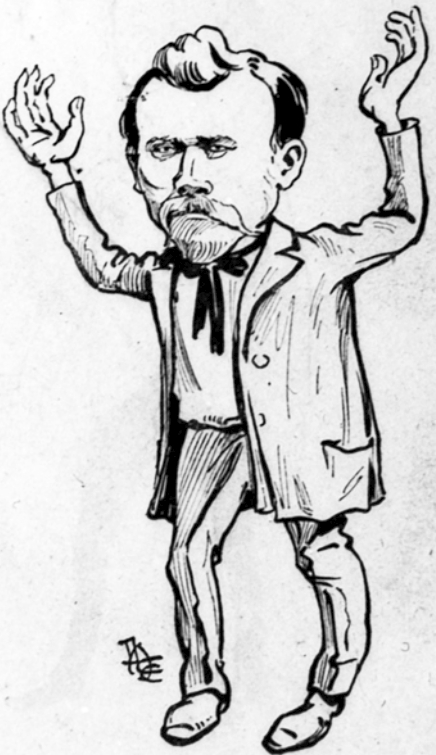
Карикатура на А. Булата (1907)

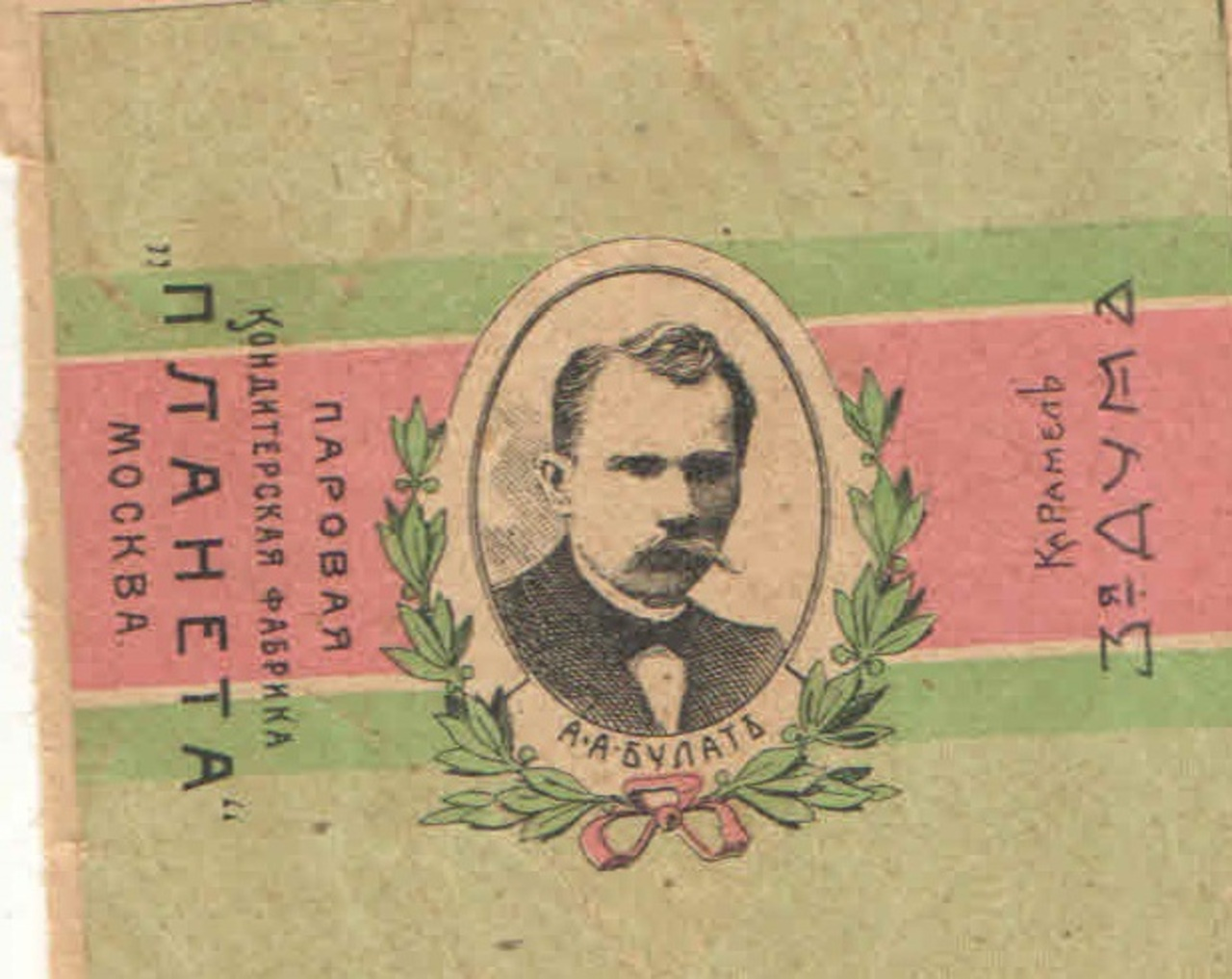
Этикетка карамели «3-я Дума» с портретом А.А. Булата

Поддерживал связи с деятелями литовской печати Винцасом Кудиркой, Йонасом Кряучюнасом, Стасисом Матулайтисом. С 1893 года сотрудничал в журнале «Варпас», газете «Укининкас» и других литовских изданиях, в которых публиковал свои стихотворения и корреспонденции.
В 1898—1903 годах кандидат, секретарь при прокуроре и исполняющий обязанности судебного следователя Ревельского окружного суда. В 1902 году участвовал в учредительном собрании Литовской демократической партии и до  Первой мировой войны был заметной фигурой её радикального крыла. В 1905 году принял участие в работе Великого Вильнюсского сейма.
С 3 февраля 1904 года состоял присяжным поверенным в городе Вильне. Многократно выступал по различным политическим процессам, например, по процессу Фондаминского в Санкт-петербургской судебной палате в 1907 году, по различным процессам крестьян Сувалкской губернии, обвиняемых в аграрных и тому подобных преступлениях и т. д.
В декабре 1905 года Булат был арестован по обвинению в организации почтово-телеграфной и железнодорожной забастовки, через 3 месяца освобождён под залог 10000 руб., но затем дело было прекращено.
В 1907 году был выбран от Сувалкской губернии во вторую Государственную думу, где примкнул к трудовой группе и был деятельным её членом; выступал с речами по вопросам об отмене военно-полевых судов, аграрному, немедленном рассмотрении законопроекта трудовиков об амнистии и об отмене смертной казни и т. д.
Был переизбран в III Думу и в ней почти всё время состоял председателем фракции трудовой группы и её представителем в так называемом сениорен-конвенте Государственной думы. Выступал по весьма разнообразным вопросам: говорил против избирательного закона 3 июня 1907 года и в защиту всеобщего избирательного права, против исключительных положений, смертных казней и т. д., в защиту местного самоуправления, по вопросу о наделении крестьян землею и т. д. Особенное значение имели его речи по вопросу о национальных и религиозных преследованиях.

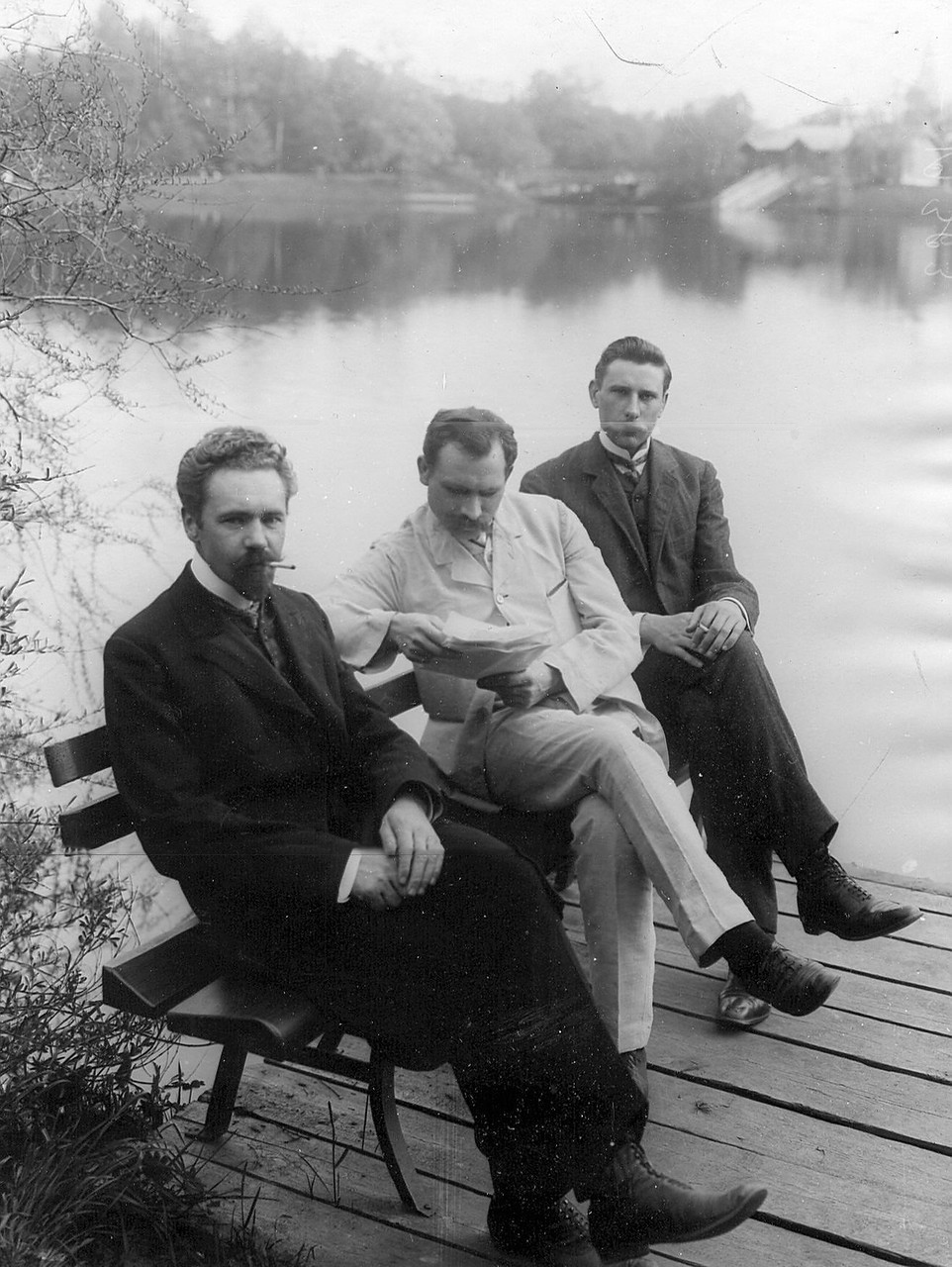
Депутаты-литовцы в Таврическом саду: В. Сташинский, А. Булат, А. Купстас

В начале 1909 года по поручению трудовой группы ездил в Париж для расследования обстоятельств дела Азефа.
Член масонской ложи «Полярная звезда» (ВВФ) в Петербурге, посвящён в мае 1908 года.
В 1913 году женился на Александре Степановой (1891—1941; в замужестве Булотене), уроженке Омска, приехавшей в Вильно из Швейцарии, где она училась. Их сыновья — юрист и деятель антифашистского движения Андрюс Булота, журналисты Йонас Булота и Юозас Булота. Перевела на русский язык рассказы Юлии Жемайте, опубликованные в журнале «Современник» (1913, № 9) с предисловием Андрея Булата. Александра Булотене так же, как и муж, участвовала в общественной и политической деятельности.
В начале Первой мировой войны работал в Виленском комитете литовцев, в комитете граждан Сувалкской губернии по оказанию помощи беженцам войны. С приближением фронта эвакуировался вглубь России.

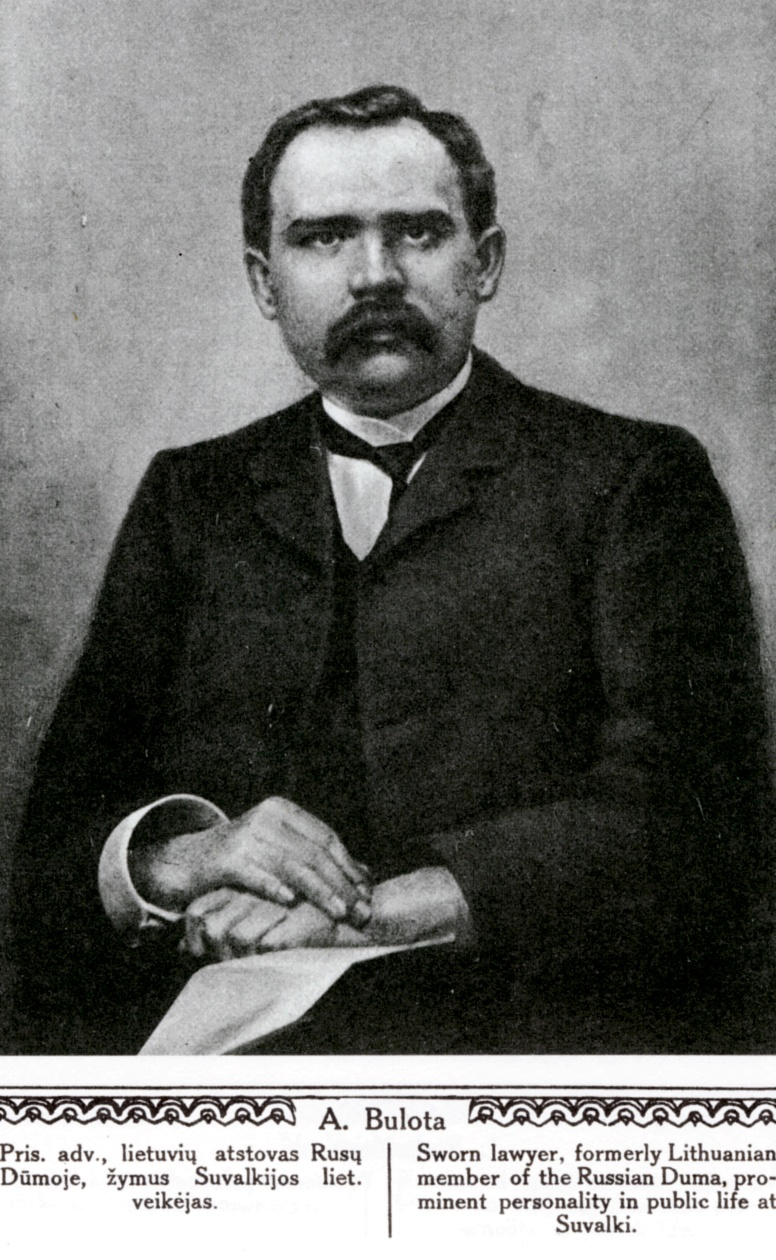
Андрей Булат 1921 г.

В 1915—1917 годах жил в США и Канаде, где вместе с женой Александрой Булотене и писательницей Юлией Жемайте собирал средства для помощи беженцам. Объехав свыше ста городов, они собрали около 50 тысяч долларов. В 1917 году вернулся в Россию через Владивосток. На Первом съезде советов был избран членом ВЦИК от объединённой фракции трудовиков и народных социалистов. Стал руководителем юридического отдела ВЦИК, был председателем комиссии по расследованию организованного большевиками Июльского восстания и комиссии по делам национальностей (секретарём которой был малоизвестный в то время Сталин). В сентябре 1917 года на демократическом совещании был избран членом предпарламента.
В ноябре 1917 года был избран во Всероссийское учредительное собрание по Витебскому округу по списку эсеров (был единственным литовцем в Учредительном собрании). После разгона Учредительного собрания в 1918 году возвратился в Литву.
Работал адвокатом в Мариямполе. В 1920-е вместе с женой основал в городе реальную гимназию, занимался также издательской деятельностью. Член ЦК Демократической партии Литвы и Социалистической партии Литвы.
Его стараниями было издано собрание Юлии Жемайте в четырёх томах (1924—1929).
В 1929 году был арестован за участие родственников в покушении на А. Вольдемараса. Содержался в Варняйском концентрационном лагере, был освобождён при условии выезда за границу. Некоторое время жил в Чехословакии, в 1930 году вернулся в Мариямполе, занимался адвокатской практикой. В 1931 году участвовал в конгрессе Социалистическoго интернационалa в Вене («Венский интернационал»).
Во время советизации Литвы в 1940 году был членом республиканской избирательной комиссии по выборам в Народный сейм. В 1940—1941 годах заведующий юридическим отделом Президиума Верховного Совета Литовской ССР.
После оккупации нацистской Германией в 1941 году расстрелян, вместе с женой, немцами в посёлке Панеряй (около Вильнюса).